# Lombardini Group
Pour les articles homonymes, voir Lombardini.
Lombardini Group est un fabricant italien de moteurs, le troisième au niveau mondial mais le premier dans le secteur des moteurs Diesel de moins de 50 kW de puissance.

## Histoire

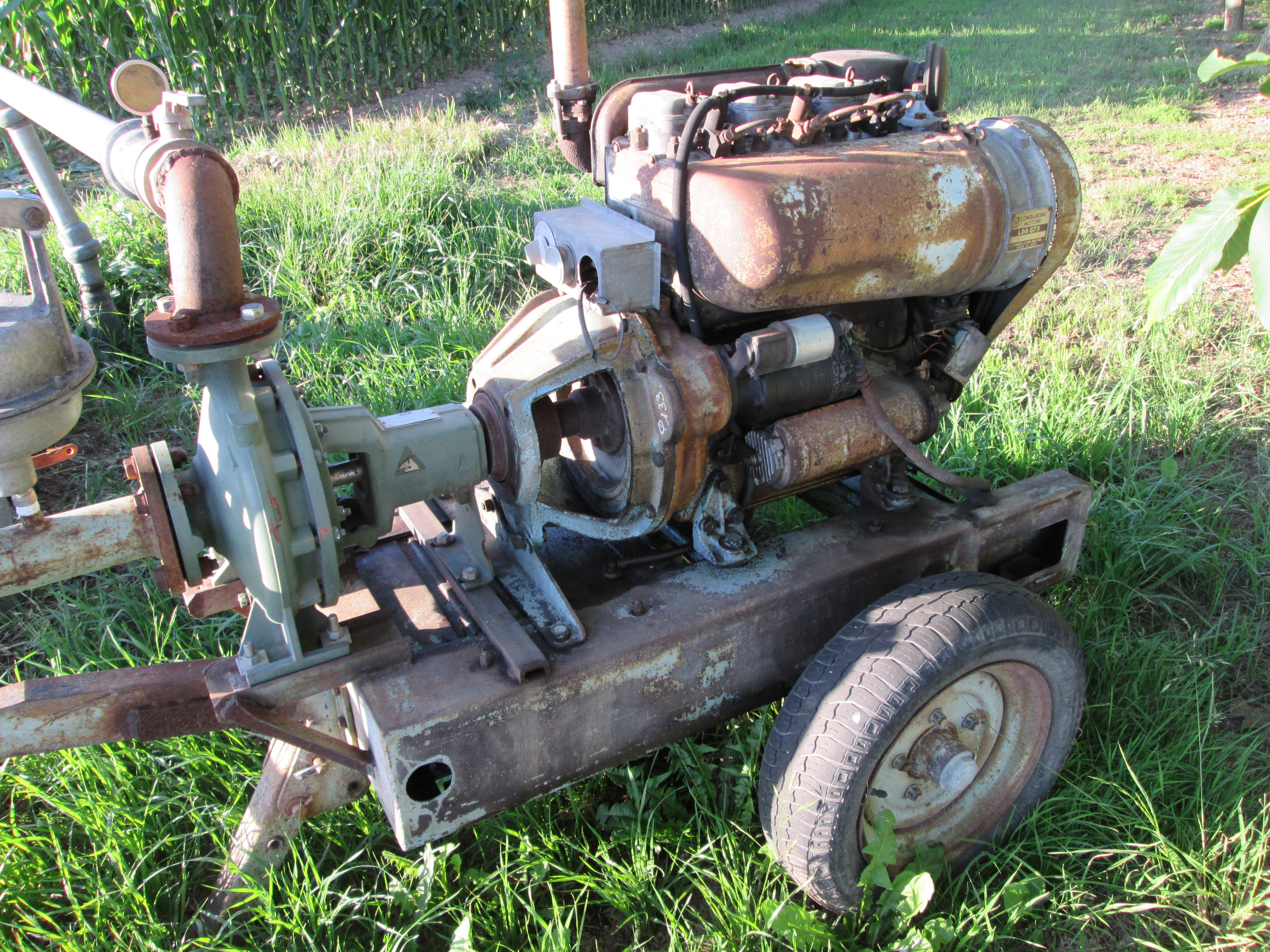
Motopompe Lombardini Motori LDA 673

- 1922 : production du premier moteur par Adelmo Lombardini et son associé Pietro Slanzi[1],
- 1933 : constitution de la société Officine Meccaniche fratelli Lombardini à Reggio d'Émilie près de Bologne, en Italie, en association avec ses frères Alberto et Rainero.
- 1944 : avec la reprise de l'activité au lendemain de la guerre, la société offre déjà une gamme très étendue de petits moteurs essence et Diesel, pour des utilisations marines, tracteurs agricoles et motopompes.
- 1957 : lancement de la production des moteurs série LA, moteur Diesel monocylindre refroidi par air,
- 1959 : production du premier tracteur agricole à chenilles, le Castoro,
- 1963 : lancement de la construction d'une nouvelle usine,
- 1964 : création d'une filiale en France,
- 1965 : création d'une filiale en Espagne,
- 1967 : création d'une filiale en Allemagne,
- 1970 : production du premier moteur Diesel de faible cylindrée à injection directe,
- 1986 : constitution de la société Lombardini Marine, filiale de Lombardini Group,
- 1988 : lancement de la gamme de moteurs Diesel refroidis par eau, FOCS (Fully Overhead Controling System) et CHD (Compact Heavy Duty),
- 1992 : rachat de la société italienne ACME de Valdobbiadene près de Trévise, en Vénétie,
- 1993 : regroupement dans l'usine Lombardini Slovakia de la production des moteurs Diesel CHD,
- 1999 : au mois d'avril, le groupe américain Mark IV Inc. (en) prend une participation dans Lombardini Group, en fin d'année, Lombardini Group rachète son éternel rival italien, Ruggerini Motori,
- 2001 : rachat d'un constructeur indien de moteurs Diesel monocylindres, pour des utilisations automobiles,
- 2007 : le 9 mai, Lombardini Group est repris par le groupe américain Kohler Co., le premier constructeur mondial de moteurs et groupes électrogènes.